# Суаре, Анастасия
Анастасия Суаре (англ. Anastasia Soare; род. 1957/1958 году) — генеральный директор и основательница косметической фирмы «Anastasia Beverly Hills».

## Юность
Суаре родилась в Констанце, Румыния в семье Думитра Белэмачи и Виктории Бабу, владелицы ателье по пошиву одежды. Она изучала историю искусств и архитектуру в Румынии.

## Карьера
В Лос-Анджелесе Суаре работала косметологом в салоне красоты и вскоре поняла, что брови — недостаточно изученная область в косметологии.
Я разработала свою методику формирования бровей в соответствии с костной структурой лица и естественной формой надбровной дуги.
Она сняла комнату в салоне Беверли-Хиллз, где предлагались процедуры по уходу за лицом, депиляция тела воском и скульптура бровей. К 1997 году Суаре уже владела собственным салоном на Бедфорд-драйв в Беверли-Хиллз. Её первыми клиентками были Синди Кроуфорд и Наоми Кэмпбелл. Среди других клиентов — Фэй Данауэй и Дженнифер Лопес.
Суаре является генеральным директором и основательницей косметического бренда «Anastasia Beverly Hills», доступного почти в 2000 магазинах по всему миру. В 2016 году она призналась, что ей принадлежит 100 % компании.
По состоянию на январь 2019 года у бренда «Anastasia Beverly Hills» была самая популярная страница в Instagram в индустрии красоты с 20,6 миллионами подписчиков.
В июне 2019 года Forbes оценил чистую прибыль Суаре в 1,2 миллиарда долларов.

## Личная жизнь
В 1978 году она вышла замуж за Виктора Суаре, капитана корабля. У них есть дочь, Клаудия Норвина Суаре, супруги развелись в 1994 году. Дочь также работает в индустрии красоты.
Суаре проживает в Беверли-Хиллз, Калифорния, США.
Суаре является крестной матерью актёра Себастьяна Стэна.